# François Joseph Bouvet

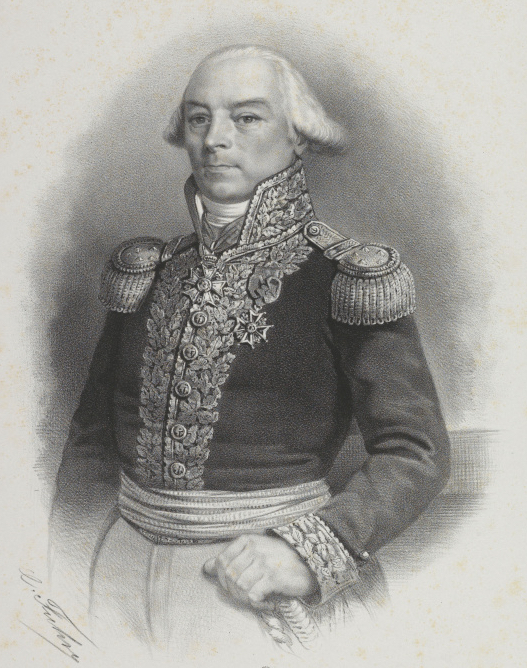
François Joseph Bouvet

François Joseph Bouvet (Francois Joseph, baron Bouvet de Precourt) (geboren am 23. April 1753 in Lorient; gestorben am 21. Juli 1832 in Brest) war ein französischer Admiral.

## Jugend
Er war der Sohn eines Kapitäns der in Diensten der Französischen Ostindienkompanie. 1765, im Alter von 12 Jahren ging er mit seinem Vater an Bord der Villevault. Ab 1780 diente er bei der Französischen Marine im Fernen Osten. Im Zweiten Mysore-Krieg stand er in der Kampagne von 1781–83 unter dem Kommando von Suffren. 1785 wurde er Leutnant zur See (Lieutenant de vaisseau).

## Marine
Bei Ausbruch der Französischen Revolution nahm er eine republikanische Haltung ein. Im Jahr 1790 wurde er zweiter Offizier an Bord der „Prudence“. Im Jahr 1790 wurde er zum Kapitän befördert (capitaine de vaisseau) und erhielt das Kommando des französischen Schiffes Audacieux. 1793 wurde er zum Konteradmiral (Contre-amiral) befördert und befehligte das zweite Geschwader der Flotte in Brest.

### Seeschlacht am 13. Prairial („Glorious first of June“)

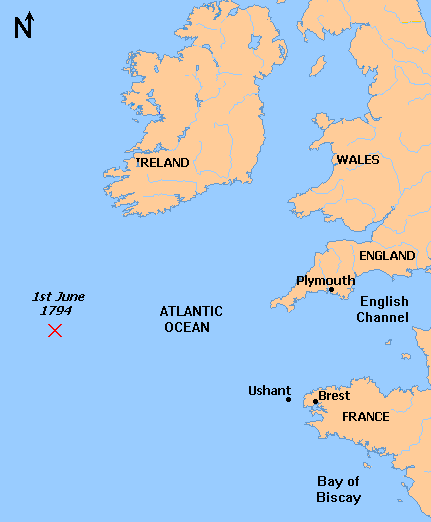
Karte der Seeschlacht am 1. Juni 1794 zwischen der britischen Royal Navy und der französischen Marine

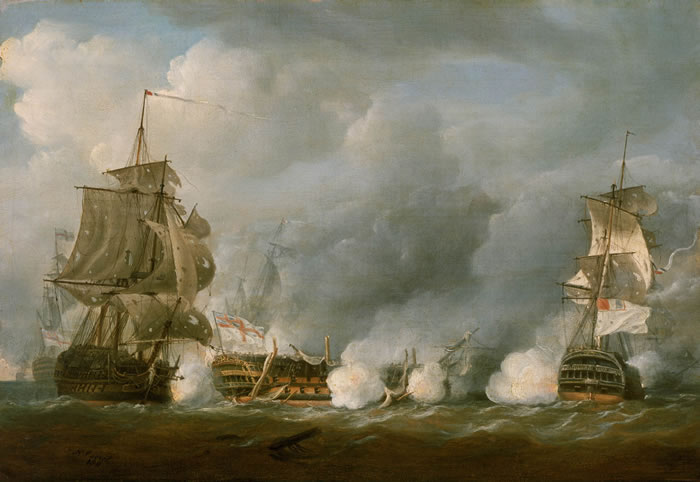

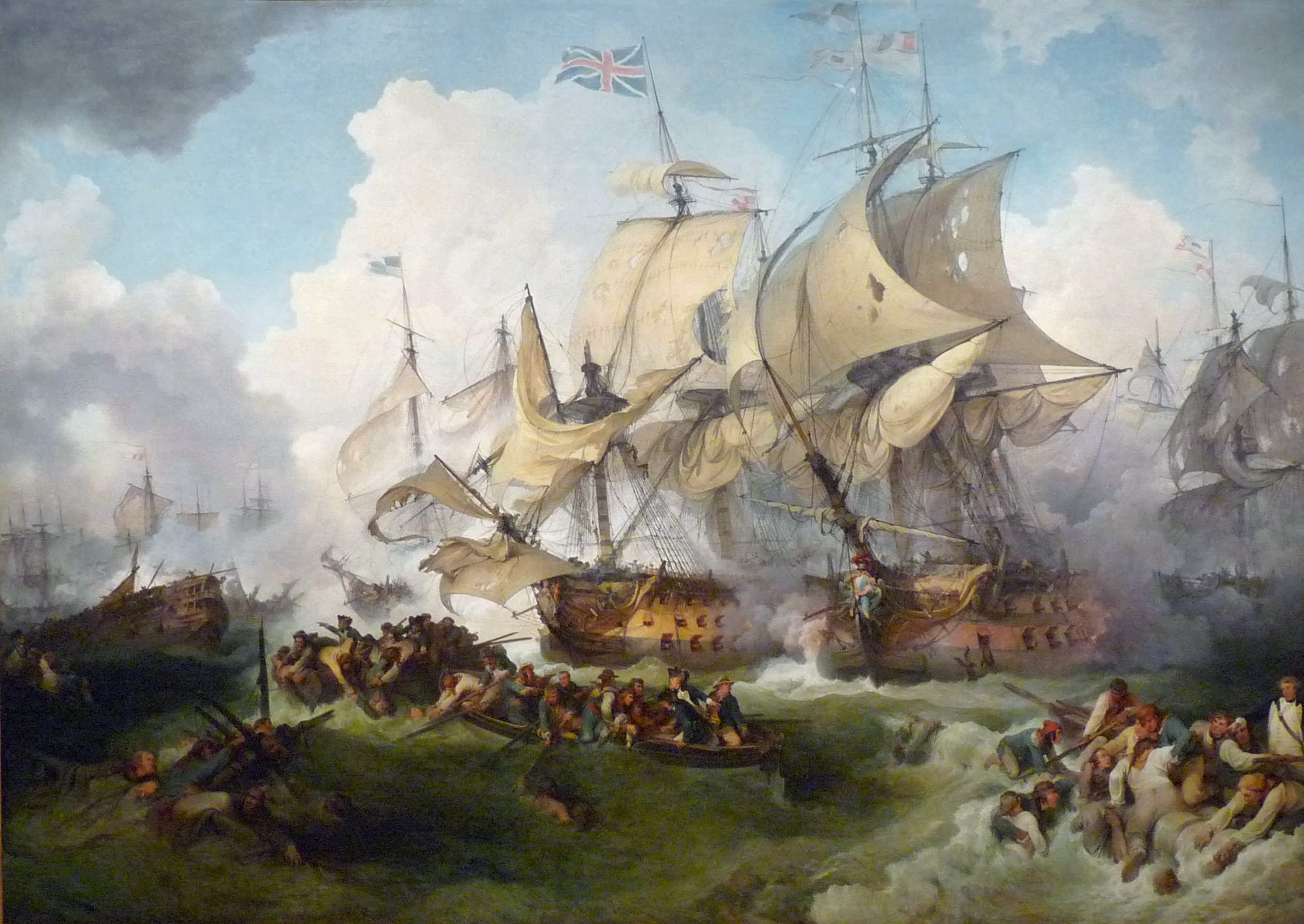

In der Seeschlacht am 13. Prairial bildete das zweite Geschwader die Vorhut der Flotte von Louis Thomas Villaret de Joyeuse. Die Terrible war sein Flaggschiff. Das Geschwader bestand aus
1. Trajan
2. Éole
3. Téméraire
4. Terrible

Bis zum Ende des Jahres 1796 befehligte er weiterhin ein Geschwader der französischen Kanalflotte.

### Irlandexpedition
Im Dezember dieses Jahres wurde er mit der Transporterdivision der Flotte betraut, die von Brest geschickt wurde, um zu versuchen, General Hoche mit einer Expeditionstruppe im Süden Irlands zu landen. Das stürmische Wetter zerstreute die Franzosen, sobald sie Brest verließen.

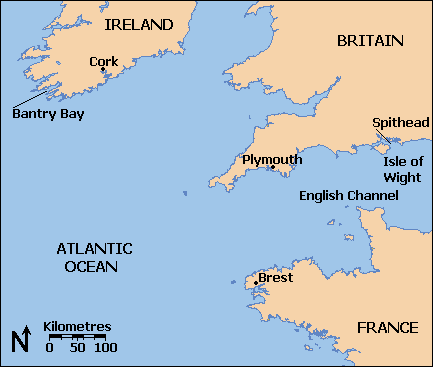
Karte wichtiger Orte der französischen Expédition d’Irlande, 1797–1798

- Bouvet, der sich bei Tagesanbruch am 17. Dezember mit neun Linienschiffen vom Rest der Flotte trennte, eröffnete seine geheimen Befehle und stellte fest, dass er sich auf den Weg nach Mizen Head machen sollte.
- Er nahm einen weiten Kurs, um britischen Kreuzern auszuweichen,
- und vereinigtes sich am 19. mit einem beträchtlichen Teil der restlichen Flotte und einigen Transportern.
- Am 21. Dezember kam er vor Dursey Island am Eingang zu Bantry Bay an.
- Am 24. Dezember ankerte er in der Nähe von Bere Island mit einem Teil seiner Flotte. Die anhaltenden Stürme, die Bantry Bay niederbrannten, machten es unmöglich, die Truppen zu landen, die er bei sich hatte.
- Am Abend des 25. Dezember wurde der Sturm so heftig, dass die Fregatte Immortalite, auf der Bouvet seine Flagge gehisst hatte, auf See getrieben wurde.
- Der Wind ließ bis zum 29. Dezember nach, aber Bouvet, der überzeugt war, dass keines der Schiffe seines Geschwaders am Ankerplatz hätte bleiben können, steuerte nach Brest,
- wo er am 1. Januar 1797 ankam.

Im Großen und Ganzen hatte er mehr Energie gezeigt als die meisten anderen. Er hatte jedoch Unrecht, wenn er dachte, dass alle seine Geschwader es nicht geschafft hatten, ihren Ankerplatz in Bantry Bay zu halten. Die Regierung, die über seine Rückkehr nach Brest unzufrieden war, entließ ihn bald darauf vom Kommando.
Er musste eine Schule eröffnen, um sich selbst zu ernähren.

### Guadeloupe

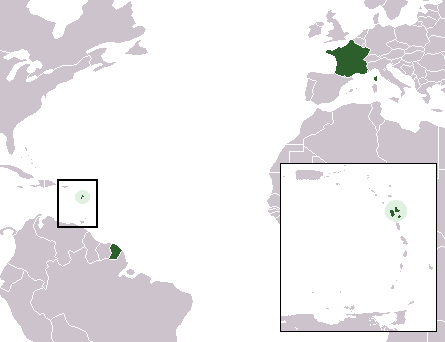
Standort Guadeloupe

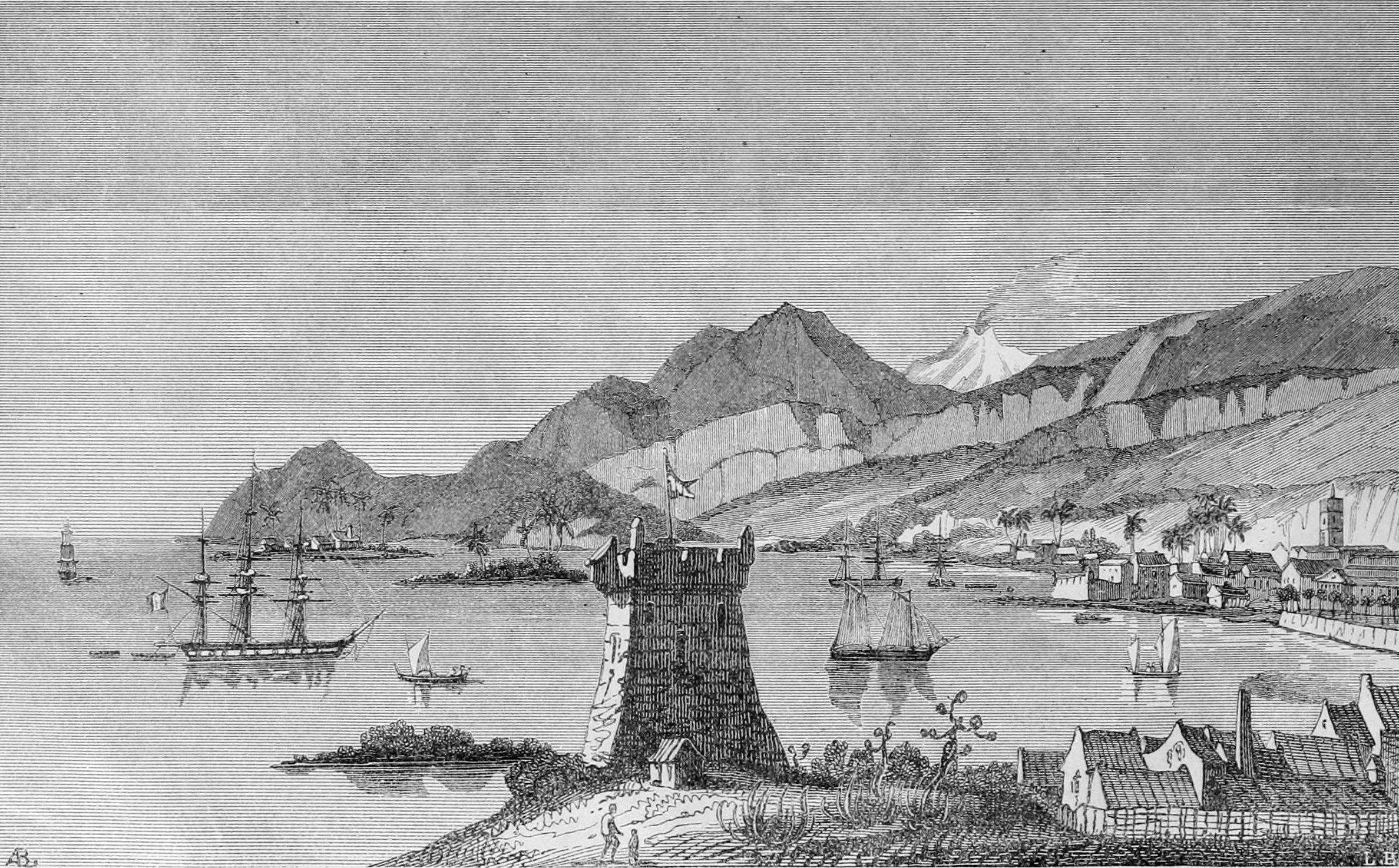
Blick auf den großen Hafen von Pointe-à-Pitre

Napoleon stellte ihn zum Dienst wieder ein, und er befahl die 2 - und 4 - Fregattenstaffel, die geschickt wurde, um Guadeloupe nach dem Frieden von Amiens zu besetzen.
Sein Flaggschiff war die Redoutable.

### Marine Verwaltung
Im Jahr 1803 wurde er zum militärischen Chef des Hafens von Brest, 1813 zum Marinepräfekten befördert. Im Dezember 1813 wurde er durch Julien Cosmao ersetzt.
Während der Restauration der Bourbon-Dynastie wurde er im Juli 1814 von Ludwig XVIII. von Frankreich zum Freiherrn ernannt. Er wurde 1816 zum Vizeadmiral und Marine Präfekten (préfet maritime) von Lorient.
Er verließ den aktiven Dienst im November 1817 und verstarb 1832 in Brest.